# كأس كاجولز 1923–24
ربما هي أقدم بطولة كرة قدم في تاريخ العراق يمكن الحصول على بعض نتائجها، وكان اسمها بطولة الاتحاد البغدادي لكرة القدم.
رغم كون نتائجها لا تعد رسمية ولا حتى فرقها موجودة الآن لكنها تدل على قدم وجود ممارسة كرة القدم في العراق.

## بعض النتائج المعروفة

### الجولة الأولى
دار المعلمين الثانية × وزارة المالية (1-1)
مكتب الصناعية × الهندسة الأولى (2-2)
الهندسة الثانية × دار المعلمين الرابعة (3-0)
دار المعلمين الأولى × دار المعلمين الثالثة (2-0)
منتدى التهذيب × الثانوية الثانية (4-0)
وزارة الأشغال الأولى × وزارة الأوقاف (4-0)
وزارة المعارف × وزارة الأشغال الثانية (فازت وزارة المعارف بعد انسحاب وزارة الأشغال)

### الجولة الثانية
وزارة الأوقاف × وزارة الأشغال الثانية (2-0)
دار المعلمين الأولى × الثانوية الثانية (2-1)
مكتب الصناعية × الهندسة الثانية (3-0)
وزارة المالية × وزارة المعارف (7-0)
فريق المعلمين × دار المعلمين الثالثة (1-0)
دار المعلمين الثانية × دار المعلمين الرابعة (1-1)
الثانوية الأولى × منتدى التهذيب (1-1)
- بقية النتائج غير معروفة

### المبارة النهائية
أقيمت يوم 4 نيسان 1924 وكانت النتيجة فوز فريق الثانوية الأولى على فريق وزارة الأشغال بنتيجة (3-0).